# Pseudoglyphea
La pseudoglifea (gen. Pseudoglyphea) è un crostaceo estinto appartenente ai decapodi. Visse tra il Triassico medio e il Giurassico superiore (circa 245 - 160 milioni di anni fa) e i suoi resti fossili sono stati ritrovati in Europa.

## Descrizione
Questo animale doveva assomigliare vagamente a un astice attuale, e alcune specie di Pseudoglyphea potevano superare i 20 centimetri di lunghezza. Il carapace era quasi cilindrico, con un lungo rostro. Il primo paio di pereiopodi era forte e allungato, ma non terminava in una chela bensì in un segmento appuntito, semplice e mobile; era tuttavia presente una corta protuberanza che rendeva l'arto subchelato. Anche i tre pereiopodi seguenti erano subchelati. La regione cefalica era solitamente caratterizzata da creste longitudinali, e il solco cervicale era profondo e ben definito. I solchi postcervicali e branchiocardiaci erano ravvicinati e paralleli, e si avvicinavano o addirittura raggiungevano la linea mediana dorsale. Era inoltre presente un profondo solco epatico, mentre il solco inferiore era assente o poco profondo. 

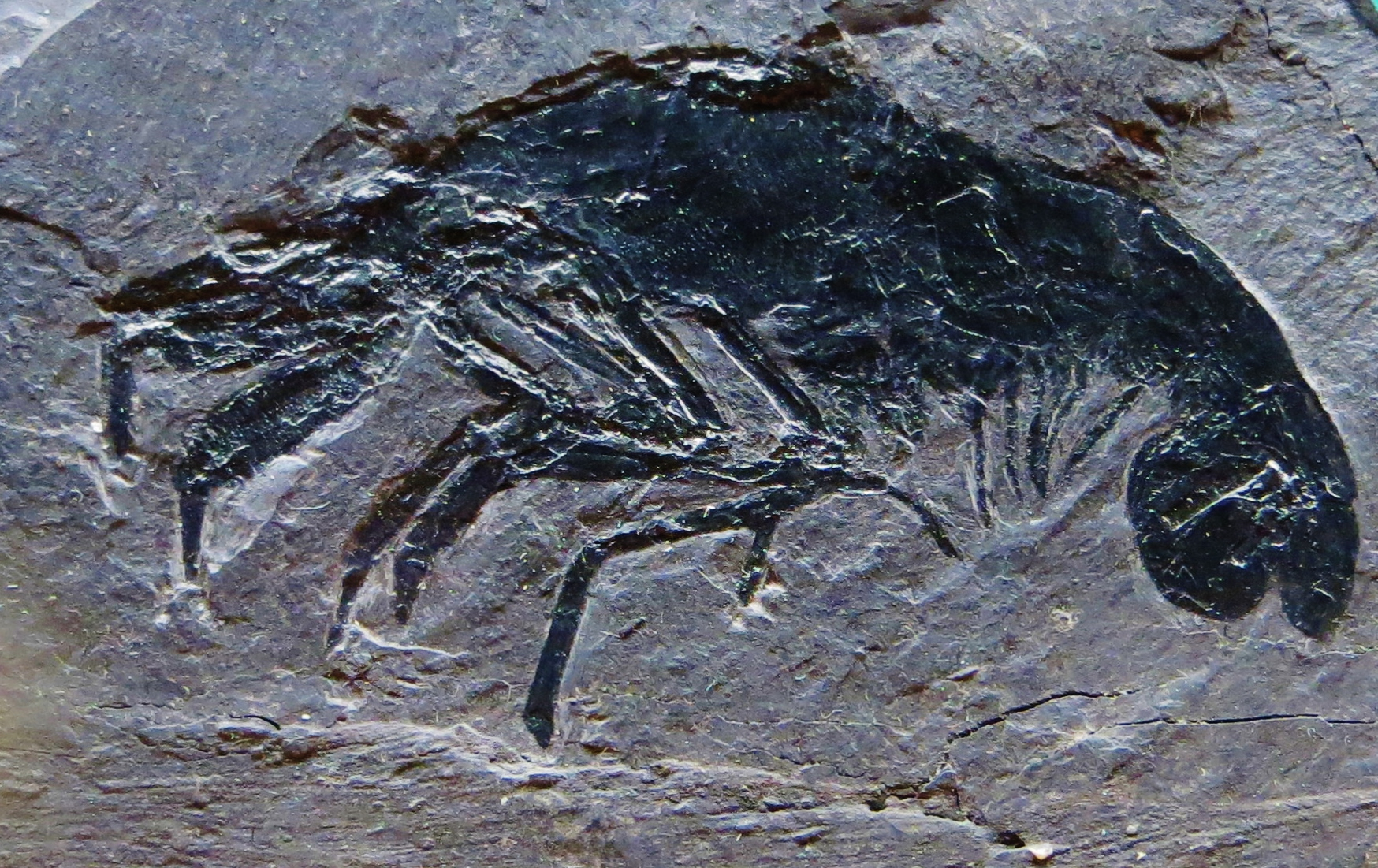
Fossile di Pseudoglyphea gigantea

## Classificazione
I primi fossili di questo animale furono scoperti in terreni del Giurassico inferiore nei pressi di Rottweil (Germania) e vennero descritti da Hermann von Meyer nel 1837; lo studioso li attribuì inizialmente a una nuova specie del genere Glyphea (G. grandis). Fu poi Albert Oppel, nel 1861, a istituire per questa e altre specie il genere Pseudoglyphea. Oltre alla specie tipo Pseudoglyphea grandis sono note numerose altre specie attribuite a questo genere. Le più conosciute sono P. spinosa del Triassico medio della Germania e dell'Olanda, P. friulana e P. gigantea del Triassico superiore dell'Italia, P. ancylochelis del Giurassico inferiore dell'Italia e dell'Inghilterra, P. foersteri del Giurassico inferiore dell'Inghilterra, P. etalloni del Giurassico inferiore della Germania. Altri resti assegnati a Pseudoglyphea risalgono all'inizio del Giurassico superiore (Oxfordiano).

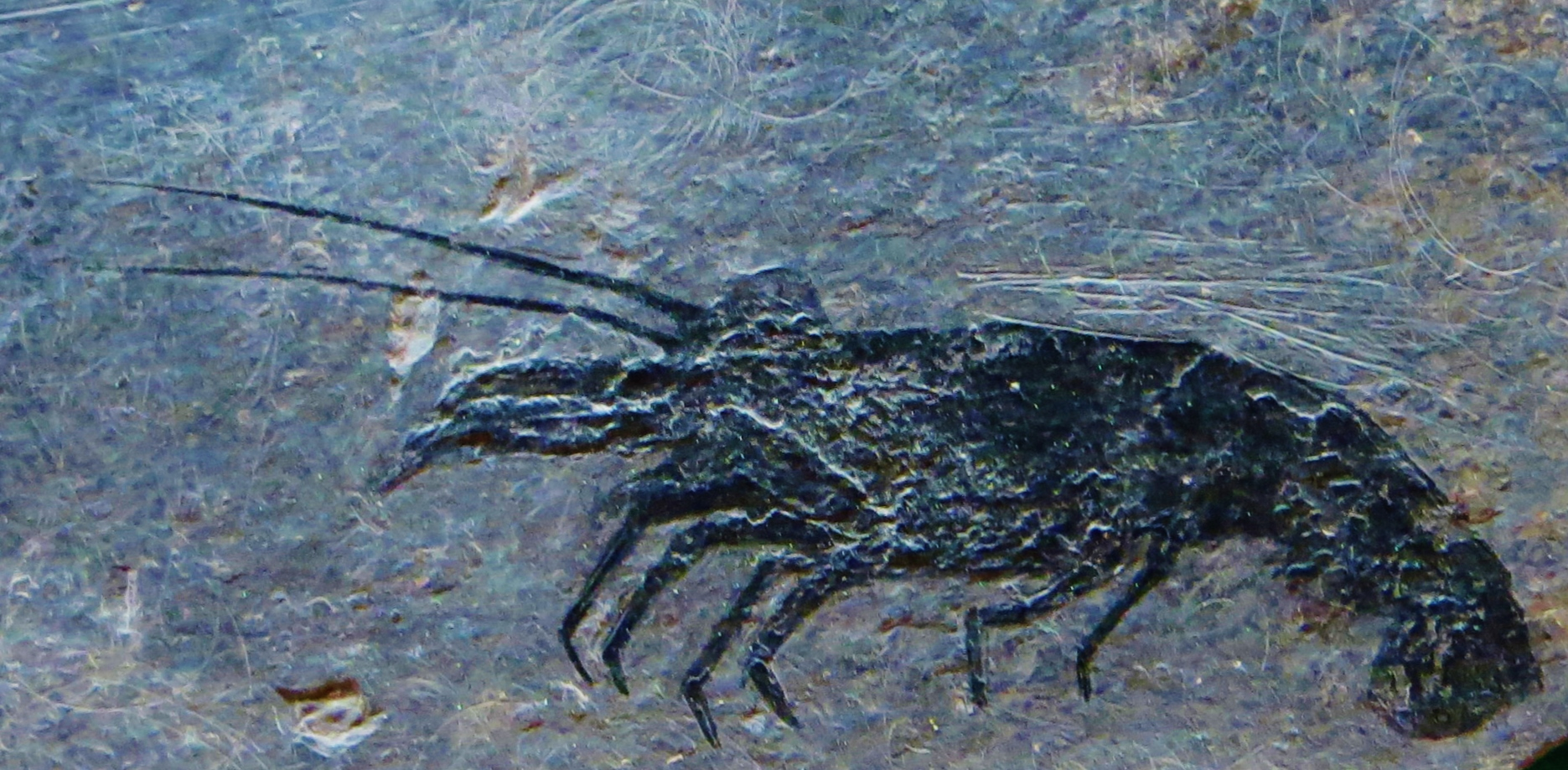
Fossile di Pseudoglyphea gigantea

Pseudoglyphea fa parte dei glifeoidi, un gruppo di crostacei affini alle aragoste attualmente rappresentato da pochissime specie, ma che nel corso del Mesozoico furono molto diffusi. Inizialmente Pseudoglyphea venne attribuito alla famiglia Glypheidae, ma successivamente venne ritenuto affine a Mecochirus (famiglia Mecochiridae) e infine classificato nella famiglia Litogastroidae (Karasawa et al., 2012). 

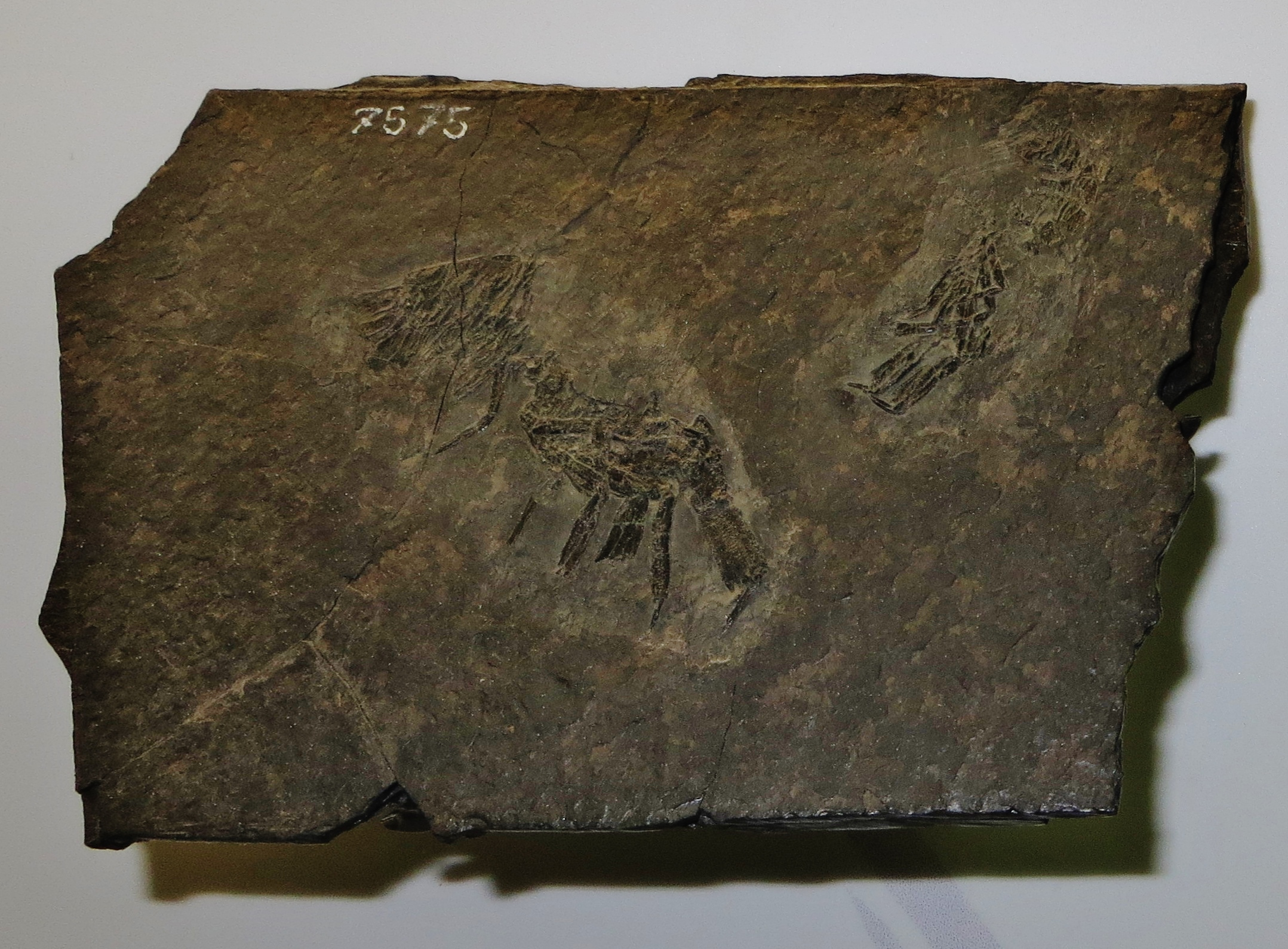
Exuvie di Pseudoglyphea gigantea provenienti da Berbenno

## Paleobiologia
L'assenza di artigli nei pereiopodi di Pseudoglyphea suggerisce che probabilmente questi animali erano più adatti a cibarsi di organismi morti di quanto non fossero a cacciare prede. Il lungo primo paio di pereiopodi, con il dito esteso in avanti rispetto al propodio, potrebbe essere servito come un organo tattile allungato per il rilevamento e la localizzazione di cibo sul fondo del mare (Feldmann et al., 2002).

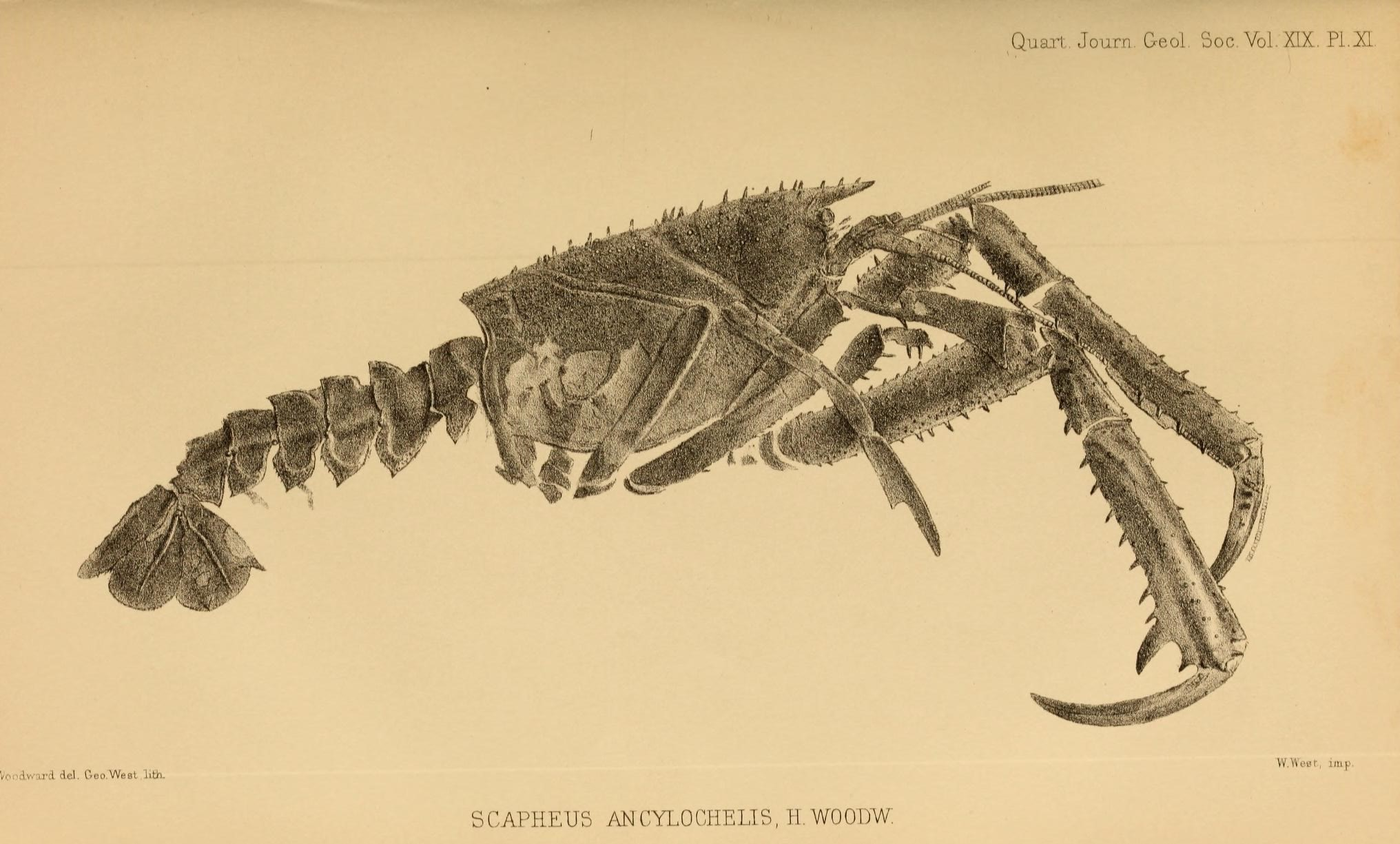
Illustrazione di un fossile di Pseudoglyphea ancylochelis